# مثقال أبو دريس
مثقال معروف أبو ضريس العبادي (مواليد 29 كانون الأول (ديسمبر) 1983 في السلط هو عدّاء مسافات طويلة من الأردن. فاز مثقال في سباق ماراثون ستوكهولم عام 2012 بزمن 2:19:16 (ساعتين وتسع عشرة دقيقة وست عشرة ثانية) 
نافس في سباق المارثون في الألعاب الأولمبية الصيفية 2012 - رجال في لندن وفي نفس السباق في الألعاب الأولمبية الصيفية 2016 في ريو دي جانيرو.

## وصلات خارجية
- مثقال أبو دريس على موقع الاتحاد الدولي لألعاب القوى (الإنجليزية)
- مثقال أبو دريس على موقع أوليمبيديا (الإنجليزية)